# Јонас Мачијулис
Јонас Мачјулис (литв. Jonas Mačiulis; Каунас, 10. фебруар 1985) је бивши литвански кошаркаш. Играо је на позицији крила.

## Успеси

### Клупски
- Жалгирис:
  - Првенство Литваније (2): 2006/07, 2007/08.
  - Куп Литваније (2): 2007, 2008.
  - Балтичка лига (1): 2007/08.

- Монтепаски Сијена:
  - Првенство Италије (1): 2011/12.

- Панатинаикос:
  - Првенство Грчке (2): 2012/13, 2013/14.
  - Куп Грчке (2): 2013, 2014.

- Реал Мадрид:
  - Евролига (1): 2014/15.
  - Првенство Шпаније (2): 2014/15, 2015/16.
  - Куп Шпаније (3): 2015, 2016, 2017.
  - Суперкуп Шпаније (1): 2014.
  - Интерконтинентални куп (1): 2015.

- АЕК Атина:
  - Интерконтинентални куп (1): 2019.
  - Куп Грчке (1): 2020.

### Појединачни
- Учесник Ол-стар утакмице Литваније (3): 2007, 2008, 2009.
- Најкориснији играч Ол-стар утакмице Литваније (2): 2007.

### Репрезентативни
- Светско првенство до 19 година:  2003.
- Европско првенство до 20 година:  2004,  2005.
- Светско првенство до 21 година:  2005.
- Универзијада:  2007.
- Европско првенство:  2007.
- Светско првенство:  2010.
- Европско првенство:  2013.
- Европско првенство:  2015.